# Enrico Zanetti
Enrico Zanetti (ur. 12 sierpnia 1973 w Wenecji) – włoski doradca podatkowy i polityk, lider partii Wybór Obywatelski, wiceminister w rządzie Mattea Renziego.

## Życiorys
W 1992 ukończył szkołę średnią w Udine, a w 1998 studia ekonomiczne na Università degli Studi di Trieste. Uzyskał uprawnienia doradcy podatkowego, podejmując pracę w tym zawodzie. Został wspólnikiem i członkiem zarządu działającego w branży doradczej przedsiębiorstwa Eutekne. Działał w organizacjach zawodowych, m.in. w latach 2011–2013 był wiceprzewodniczącym związku młodych doradców podatkowych (Unione Giovani Dottori Commercialisti). Prowadził także działalność dydaktyczną na Uniwersytecie Ca’ Foscari w Wenecji.
Zaangażował się w działalność polityczną, będąc w 2010 współzałożycielem regionalnego ugrupowania Verso Nord. W 2012 dołączył do think tanku Italia Futura. W wyborach w 2013 z ramienia koalicji Z Montim dla Włoch uzyskał mandat posła do Izby Deputowanych XVII kadencji. W lutym 2014 został podsekretarzem stanu w resorcie gospodarki i finansów w gabinecie, na czele którego stanął Matteo Renzi. W styczniu 2016 podniesiony do rangi wiceministra (funkcję tę pełnił do grudnia 2016). W międzyczasie (w lutym 2015) wybrany na nowego sekretarza ugrupowania Wybór Obywatelski; ugrupowaniem tym kierował do 2017.